# Hannaches
Hannaches est une commune française située dans le département de l'Oise en région Hauts-de-France.

## Géographie

### Localisation

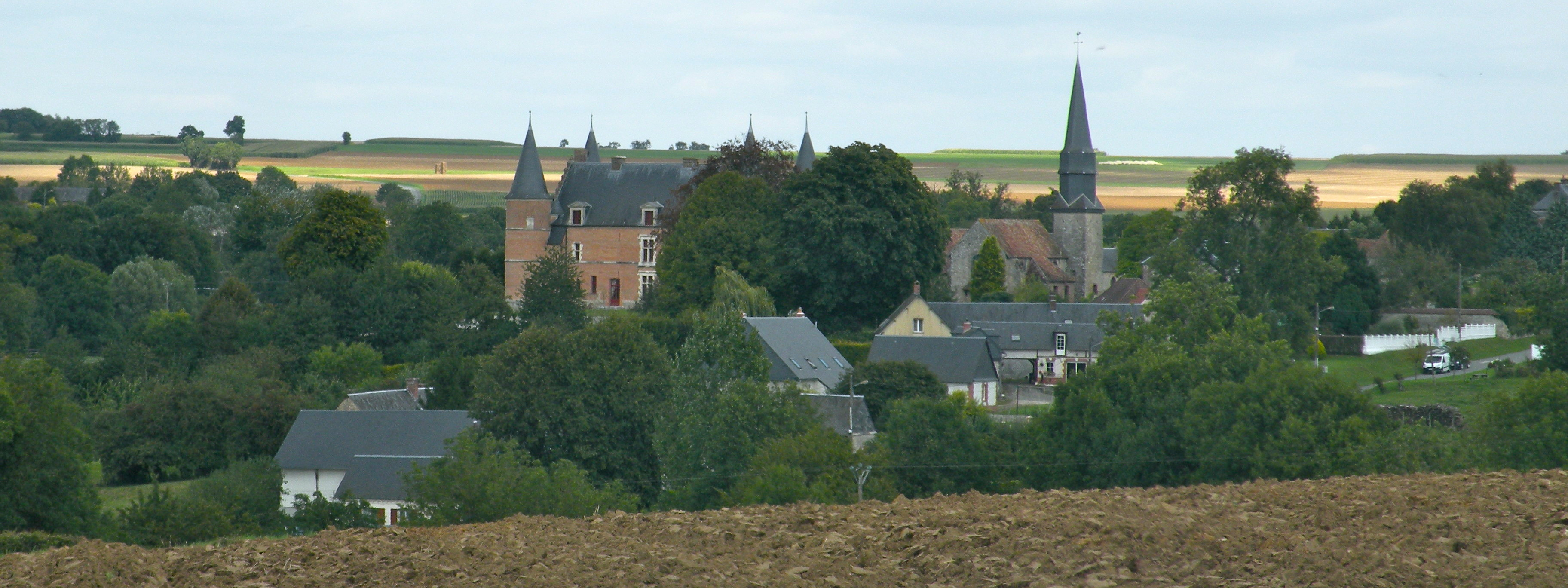
Vue générale de Hannaches.

Hannaches est un village rural du pays de Bray dont l'activité principale est agricole.
Louis Graves décrit en 1836 Hannaches comme ayant un « territoire qui fait partie du haut Bray, est traversé par un large vallon descendant au sud-ouest vers le département de la Seine-Inférieure.
Le chef-lieu, assis au fond de ce vallon, est dominé de tous côtés par les coteaux voisins. Quelques ruisseaux prennent naissance sur les pentes »

### Communes limitrophes
Les communes limitrophes de Hannaches sont Hécourt, Senantes, Buicourt, Villers-sur-Auchy, Wambez, Ferrières-en-Bray.
| Hécourt                          | Buicourt          | Wambez   |
| Ferrières-en-Bray Seine-Maritime | Hannaches         | Senantes |
|                                  | Villers-sur-Auchy |          |

### Géologie et relief
Marqué par un dénivelé de 120 m. et comprend des paysages de plateau et de vallée, marqués par une mosaïque d'herbages et de cultures comprenant de nombreuses haies bocagères…

### Hydrographie

#### Réseau hydrographique
La commune est située dans le bassin Seine-Normandie. Elle est drainée par le ruisseau d'Auchy, le fossé 04 de la commune de Hannaches, le ruisseau de Wambez et le Tahier,,.

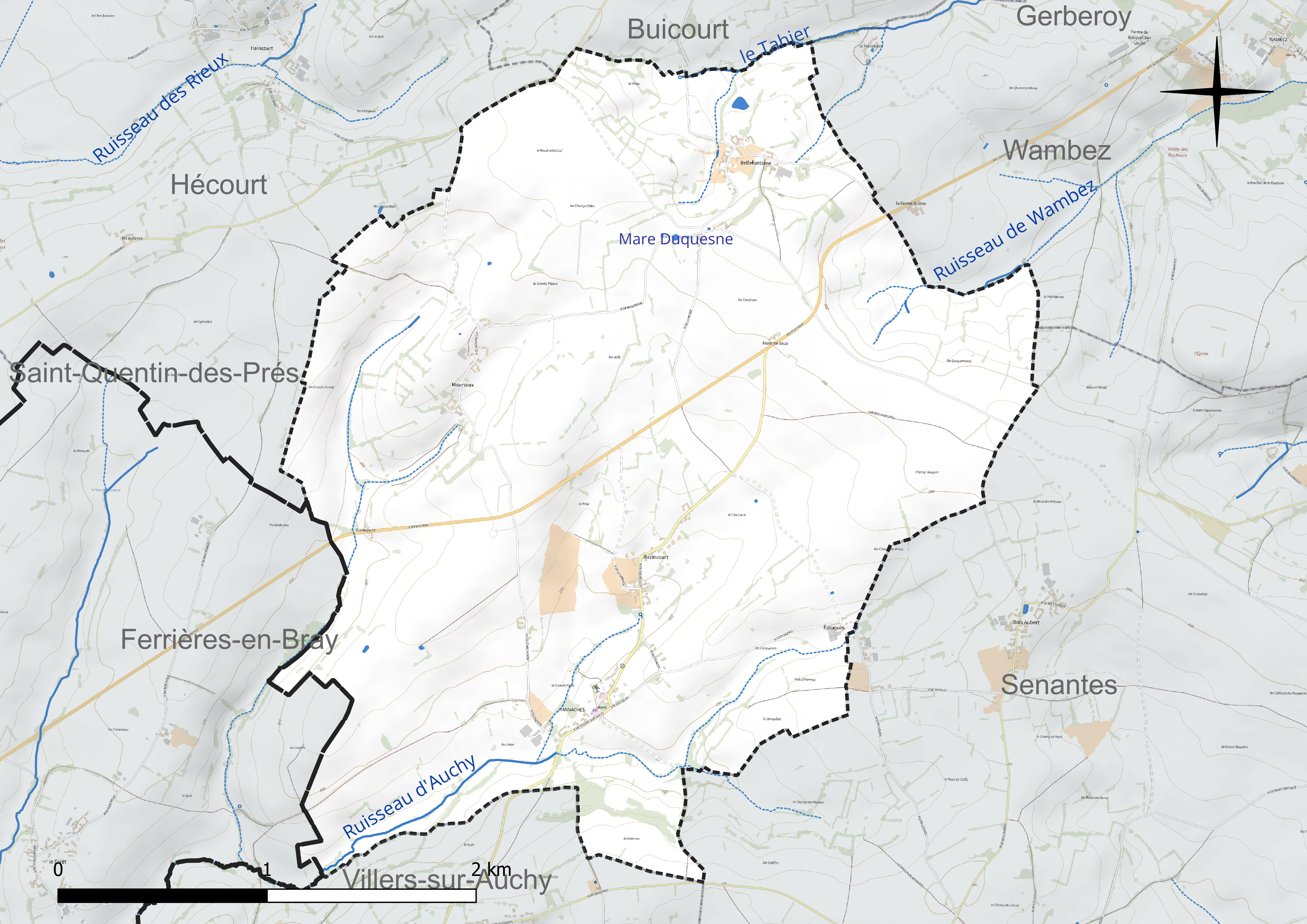
Réseau hydrographique d'Hannaches.

Un plan d'eau complète le réseau hydrographique : la mare Duquesne (0,1 ha),.

#### Gestion et qualité des eaux
Le territoire communal est couvert par le schéma d'aménagement et de gestion des eaux (SAGE) « Sensée ». Ce document de planification concerne un territoire de 1 219 km2 de superficie, délimité par le bassin versant du Thérain. Le périmètre a été arrêté le 27 janvier 2023 et le SAGE proprement dit est, en 2024, en cours d'élaboration. La structure porteuse de l'élaboration et de la mise en œuvre est le syndicat intercommunal de la Vallée du Thérain (SIVT).
La qualité des cours d'eau peut être consultée sur un site dédié géré par les agences de l'eau et l'Agence française pour la biodiversité.

### Climat
Pour des articles plus généraux, voir Climat des Hauts-de-France et Climat de l'Oise.
En 2010, le climat de la commune est de type climat océanique altéré, selon une étude du CNRS s'appuyant sur une série de données couvrant la période 1971-2000. En 2020, Météo-France publie une typologie des climats de la France métropolitaine dans laquelle la commune est exposée à un climat océanique et est dans la région climatique Côtes de la Manche orientale, caractérisée par un faible ensoleillement (1 550 h/an) ; forte humidité de l'air (plus de 20 h/jour avec humidité relative > 80 % en hiver), vents forts fréquents.
Pour la période 1971-2000, la température annuelle moyenne est de 10,1 °C, avec une amplitude thermique annuelle de 13,9 °C. Le cumul annuel moyen de précipitations est de 802 mm, avec 12,2 jours de précipitations en janvier et 8,3 jours en juillet. Pour la période 1991-2020, la température moyenne annuelle observée sur la station météorologique la plus proche, située sur la commune de Saint-Arnoult à 15 km à vol d'oiseau, est de 10,4 °C et le cumul annuel moyen de précipitations est de 797,2 mm,. Pour l'avenir, les paramètres climatiques de la commune estimés pour 2050 selon différents scénarios d'émission de gaz à effet de serre sont consultables sur un site dédié publié par Météo-France en novembre 2022.

## Urbanisme

### Typologie
Au 1er janvier 2024, Hannaches est catégorisée commune rurale à habitat très dispersé, selon la nouvelle grille communale de densité à sept niveaux définie par l'Insee en 2022.
Elle est située hors unité urbaine. Par ailleurs la commune fait partie de l'aire d'attraction de Beauvais, dont elle est une commune de la couronne,. Cette aire, qui regroupe 162 communes, est catégorisée dans les aires de 50 000 à moins de 200 000 habitants,.

### Occupation des sols

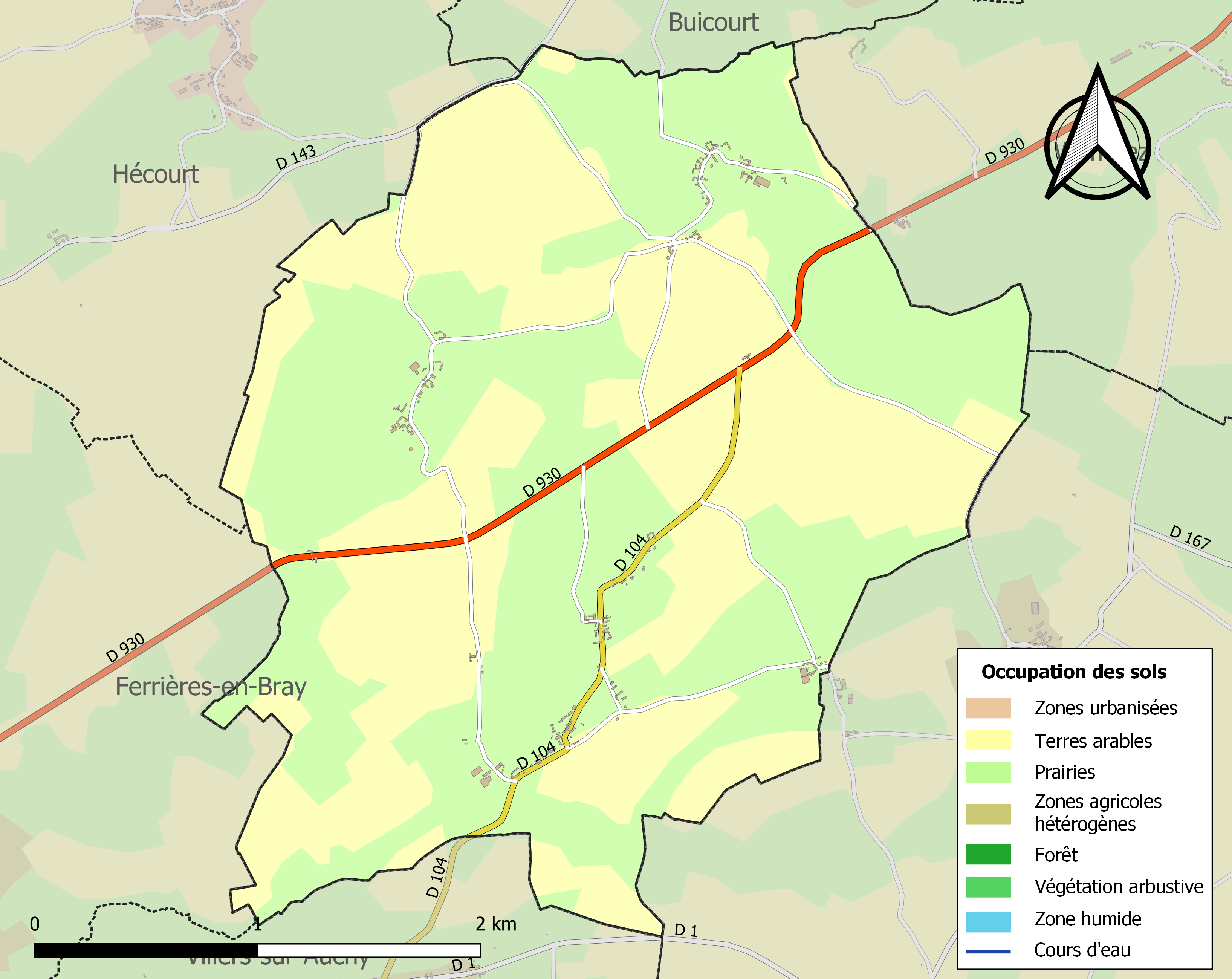
Carte des infrastructures et de l'occupation des sols de la commune en 2018 (CLC).

L'occupation des sols de la commune, telle qu'elle ressort de la base de données européenne d'occupation biophysique des sols Corine Land Cover (CLC), est marquée par l'importance des territoires agricoles (100 % en 2018), une proportion identique à celle de 1990 (100 %). La répartition détaillée en 2018 est la suivante : 
prairies (53,4 %), terres arables (46,6 %). L'évolution de l'occupation des sols de la commune et de ses infrastructures peut être observée sur les différentes représentations cartographiques du territoire : la carte de Cassini (XVIIIe siècle), la carte d'état-major (1820-1866) et les cartes ou photos aériennes de l'IGN pour la période actuelle (1950 à aujourd'hui).

### Habitat et logement
En 2018, le nombre total de logements dans la commune était de 78, alors qu'il était de 81 en 2013 et de 72 en 2008.
Parmi ces logements, 76,4 % étaient des résidences principales, 19,7 % des résidences secondaires et 3,9 % des logements vacants. Ces logements étaient pour 97,5 % d'entre eux des maisons individuelles et pour 0 % des appartements.
Le tableau ci-dessous présente la typologie des logements à Hannaches en 2018 en comparaison avec celle de l'Oise et de la France entière. Une caractéristique marquante du parc de logements est ainsi une proportion de résidences secondaires et logements occasionnels (19,7 %) supérieure à celle du département (2,5 %) et à celle de la France entière (9,7 %). Concernant le statut d'occupation de ces logements, 70,5 % des habitants de la commune sont propriétaires de leur logement (76,8 % en 2013), contre 61,4 % pour l'Oise et 57,5 % pour la France entière.
| Typologie                                               | Hannaches | Oise | France entière |
| ------------------------------------------------------- | --------- | ---- | -------------- |
| Résidences principales (en %)                           | 76,4      | 90,4 | 82,1           |
| Résidences secondaires et logements occasionnels (en %) | 19,7      | 2,5  | 9,7            |
| Logements vacants (en %)                                | 3,9       | 7,1  | 8,2            |

### Lieux-dits, hameaux et écarts
La commune compte six hameaux : 
- Épluques ;
- Bellefontaine ;
- Mourseux ;
- Pierrepont ;
- Mont de Vaux ;
- Bazincourt.

### Voies de communication et transports
Le village  est aisément accessible par l'ancienne RN 30, actuelle RD 930, qui supportait en 2008 un trafic de 2 800 véhicules par jour dont 23 % de poids-lourds. La commune est également desservie par deux autres routes départementales de moindre importance : 
- la RD 104 dessert le centre bourg et Bazincourt ; 480 véhicules en 1999 dont 9 % de poids-lourds,
- la RD 143 qui constitue la limite Nord du territoire communal[CC 3].

La commune est desservie, en 2023, par les lignes 611 et 6102 du réseau interurbain de l'Oise.

## Toponymie
La localité a été désignée comme Hannache, Hanache, Hanaches (Hannachiæ).
Le nom de Hannaches est dérivé du germain hanap, qui désignait le chanvre[réf. nécessaire].

## Histoire

### Antiquité
En 1829, des céramiques gallo-romaines ont été retrouvées : des vases en terre grise commune et un vase en terre rouge "de forme élégante" contenant six monnaies de bronze.

### Moyen Âge
Au Moyen Âge, le lieu était divisé en trois seigneuries. Louis Graves précise : « Hannaches a été divisé de tons tems en plusieurs seigneuries, dont l'une appartint à la maison de Croy-d'Havré ; une autre, qui a le titre de vicomté, est possédée depuis le treizième siècle par une ancienne famille du nom d'Alexandre. L'histoire de Beauvaisis fait mention de Richard Alexandre d'Hannaches, l'un des trois cents gentilshommes qui suivirent le roi de Navarre, et auxquels le roi Jean pardonna en 1360.
Une autre section dépendait du comté de Clermont ».

### Époque contemporaine
Dans la première moitié du XIXe siècle, les habitants vivaient exclusivement de l'agriculture.

## Politique et administration

### Rattachements administratifs
La commune se trouve dans l'arrondissement de Beauvais du département de l'Oise.
Elle fait partie depuis 1988 de la deuxième circonscription de l'Oise. Dans le cadre du redécoupage cantonal de 2014 en France, cette circonscription administrative territoriale a disparu, et le canton n'est plus qu'une circonscription électorale.

### Rattachements électoraux
Pour les élections départementales, la commune fait partie depuis 2014 du canton de Grandvilliers
Pour l'élection des députés, elle fait partie depuis 1988 de la deuxième circonscription de l'Oise.

### Intercommunalité
La commune est membre de la communauté de communes de la Picardie verte, un un établissement public de coopération intercommunale (EPCI) à fiscalité propre créé en 1997 et auquel la commune avait transféré un certain nombre de ses compétences, dans les conditions déterminées par le code général des collectivités territoriales. Il succède à plusieurs SIVOM, dont celui de Songeons, créé en 1972

### Liste des maires
| Période                                  | Période                   | Identité                | Étiquette | Qualité                                     |
| ---------------------------------------- | ------------------------- | ----------------------- | --------- | ------------------------------------------- |
| Les données manquantes sont à compléter. |                           |                         |           |                                             |
|                                          |                           |                         |           |                                             |
| avant 1995                               |                           | Charles Levasseur       |           |                                             |
|                                          |                           |                         |           |                                             |
| mars 2001                                | 2001                      | Anne-Marie Delargilière |           | Démissionnaire                              |
| 2001                                     | 2008                      | Daniel Catherine        |           |                                             |
| mars 2008                                | octobre 2008              | Jacques Tourneur        |           | Agriculteur retraité Démissionnaire         |
| novembre 2008                            | 2014                      | Alain Grenard           |           | Transporteur                                |
| 2014                                     | En cours (au 6 juin 2023) | David Legoix            |           | Agriculteur Réélu pour le mandat 2020-2026, |

## Équipements et services publics

### Enseignement
Lors de l'année scolaire 2009/2010, les enfants de la commune étaient scolarisés dans un regroupement pédagogique intercommunal (RPI) formé par Villers-sur-Auchy, Senantes et Hannaches. L'école du village accueillait 25 enfants de deux niveaux de primaire.
Les collégiens et lycéens sont principalement accueillis à Beauvais.

## Population et société

### Démographie

#### Évolution démographique
L'évolution du nombre d'habitants est connue à travers les recensements de la population effectués dans la commune depuis 1793. Pour les communes de moins de 10 000 habitants, une enquête de recensement portant sur toute la population est réalisée tous les cinq ans, les populations de référence des années intermédiaires étant quant à elles estimées par interpolation ou extrapolation. Pour la commune, le premier recensement exhaustif entrant dans le cadre du nouveau dispositif a été réalisé en 2006.

En 2022, la commune comptait 130 habitants, en évolution de −9,09 % par rapport à 2016 (Oise : +0,87 %, France hors Mayotte : +2,11 %).
| 1793 | 1800 | 1806 | 1821 | 1831 | 1836 | 1841 | 1846 | 1851 |
| ---- | ---- | ---- | ---- | ---- | ---- | ---- | ---- | ---- |
| 280  | 241  | 301  | 324  | 315  | 302  | 317  | 305  | 304  |

| 1856 | 1861 | 1866 | 1872 | 1876 | 1881 | 1886 | 1891 | 1896 |
| ---- | ---- | ---- | ---- | ---- | ---- | ---- | ---- | ---- |
| 276  | 270  | 286  | 257  | 253  | 239  | 237  | 231  | 232  |

| 1901 | 1906 | 1911 | 1921 | 1926 | 1931 | 1936 | 1946 | 1954 |
| ---- | ---- | ---- | ---- | ---- | ---- | ---- | ---- | ---- |
| 232  | 222  | 190  | 195  | 193  | 174  | 164  | 170  | 192  |

| 1962 | 1968 | 1975 | 1982 | 1990 | 1999 | 2006 | 2011 | 2016 |
| ---- | ---- | ---- | ---- | ---- | ---- | ---- | ---- | ---- |
| 195  | 162  | 132  | 131  | 134  | 129  | 124  | 148  | 143  |

| 2021 | 2022 | - | - | - | - | - | - | - |
| ---- | ---- | - | - | - | - | - | - | - |
| 133  | 130  | - | - | - | - | - | - | - |

#### Pyramide des âges
La population de la commune est relativement jeune.
En 2018, le taux de personnes d'un âge inférieur à 30 ans s'élève à 32,9 %, soit en dessous de la moyenne départementale (37,3 %). À l'inverse, le taux de personnes d'âge supérieur à 60 ans est de 22,4 % la même année, alors qu'il est de 22,8 % au niveau départemental.
En 2018, la commune comptait 72 hommes pour 68 femmes, soit un taux de 51,43 % d'hommes, largement supérieur au taux départemental (48,89 %).
Les pyramides des âges de la commune et du département s'établissent comme suit.
| Hommes | Classe d’âge | Femmes |
| ------ | ------------ | ------ |
| 0,0    | 90 ou +      | 0,0    |
| 6,8    | 75-89 ans    | 7,2    |
| 12,2   | 60-74 ans    | 18,8   |
| 24,3   | 45-59 ans    | 14,5   |
| 29,7   | 30-44 ans    | 20,3   |
| 13,5   | 15-29 ans    | 17,4   |
| 13,5   | 0-14 ans     | 21,7   |

| Hommes | Classe d’âge | Femmes |
| ------ | ------------ | ------ |
| 0,5    | 90 ou +      | 1,4    |
| 5,5    | 75-89 ans    | 7,6    |
| 15,6   | 60-74 ans    | 16,3   |
| 20,8   | 45-59 ans    | 20     |
| 19,4   | 30-44 ans    | 19,4   |
| 17,6   | 15-29 ans    | 16,2   |
| 20,6   | 0-14 ans     | 19,1   |

### Manifestations culturelles et festivités
Les Jeunes agriculteurs de l'Oise organisent le 15 et 16 septembre 2018 dans la commune leur festival bisannuel  Campagne en fête, qui attend 10 000 visiteurs sur un site de 20 hectares.

## Économie
En 2009, une enquête réalisée dans le cadre de l'élaboration de la carte communale indiquait la présence de sept exploitations agricoles, toutes tournées vers l'élevage (ovin et bovin, ainsi qu'une tournée vers l'élevage et la pension de chevaux).
À la même époque, le village ne comprenait plus de commerce et de service de proximité. On notait néanmoins un commerce de graines, une pépinière et une entreprise de travaux publics.

## Culture locale et patrimoine

### Lieux et monuments
La commune compte des immeubles classés ou inscrits monuments historiques : 
- Château des XVe et XVIe siècles[36] avec des communs du XVIIIe siècle (propriété privée) ainsi qu'un parc[37].

- Église Saint-Sulpice[36], comprenant un vantail en chêne sculpté de la fin du XVIe ou du  XVIIe siècle représentant saint Jean Baptiste et un cerf[38], une statue en bois polychrome d'un saint-évêque du XVe ou du  XVIe siècle[39] et une dalle funéraire des seigneurs du lieu, descendants des empereurs byzantins, datant de 1487 et 1496[40].

On note également  le monument aux morts, de nombreux calvaires, une tour, un pigeonnier et des murs d'enceinte, qui constituent un patrimoine vernaculaire de qualité

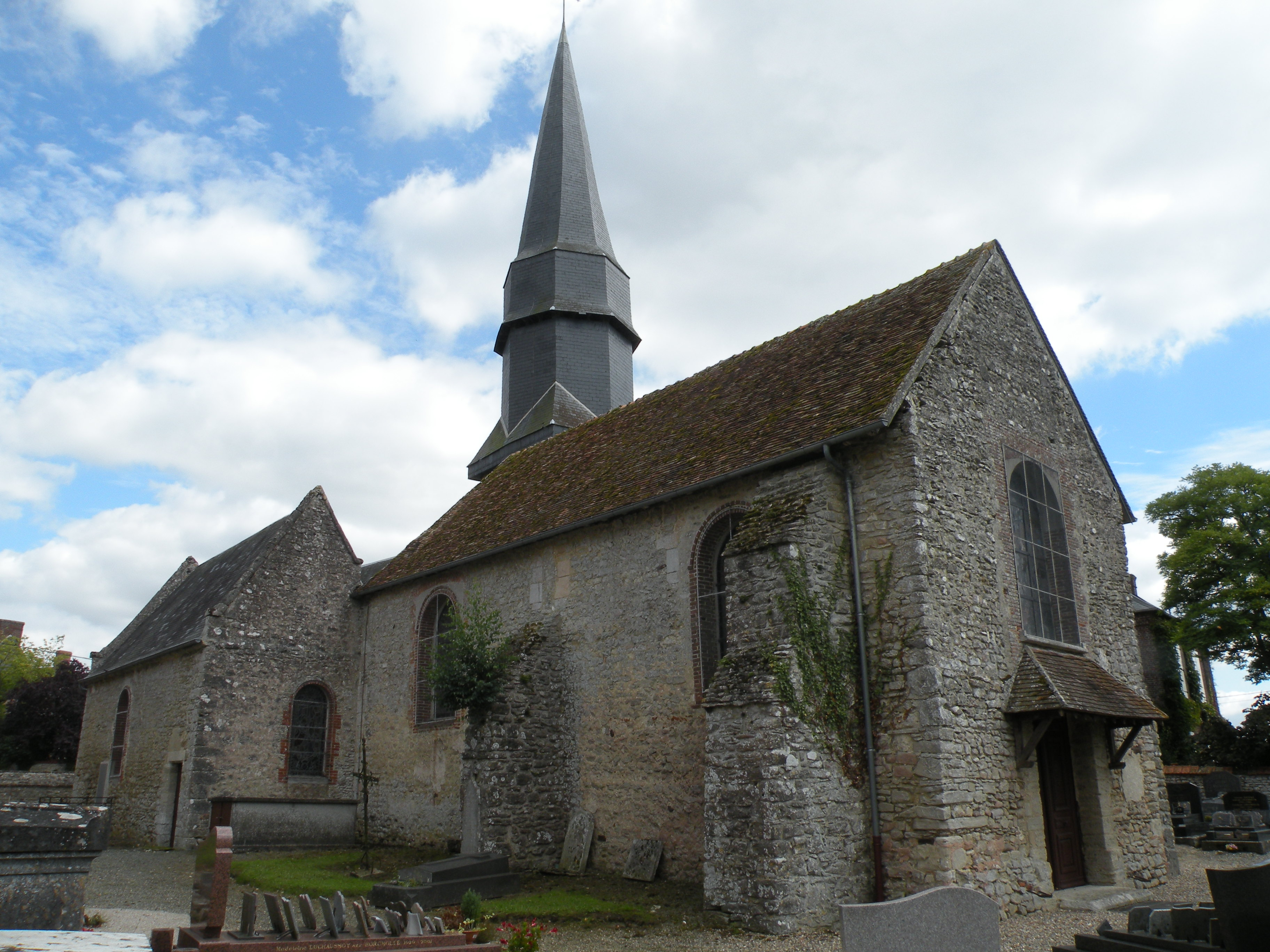
L'église Saint-Sulpice.
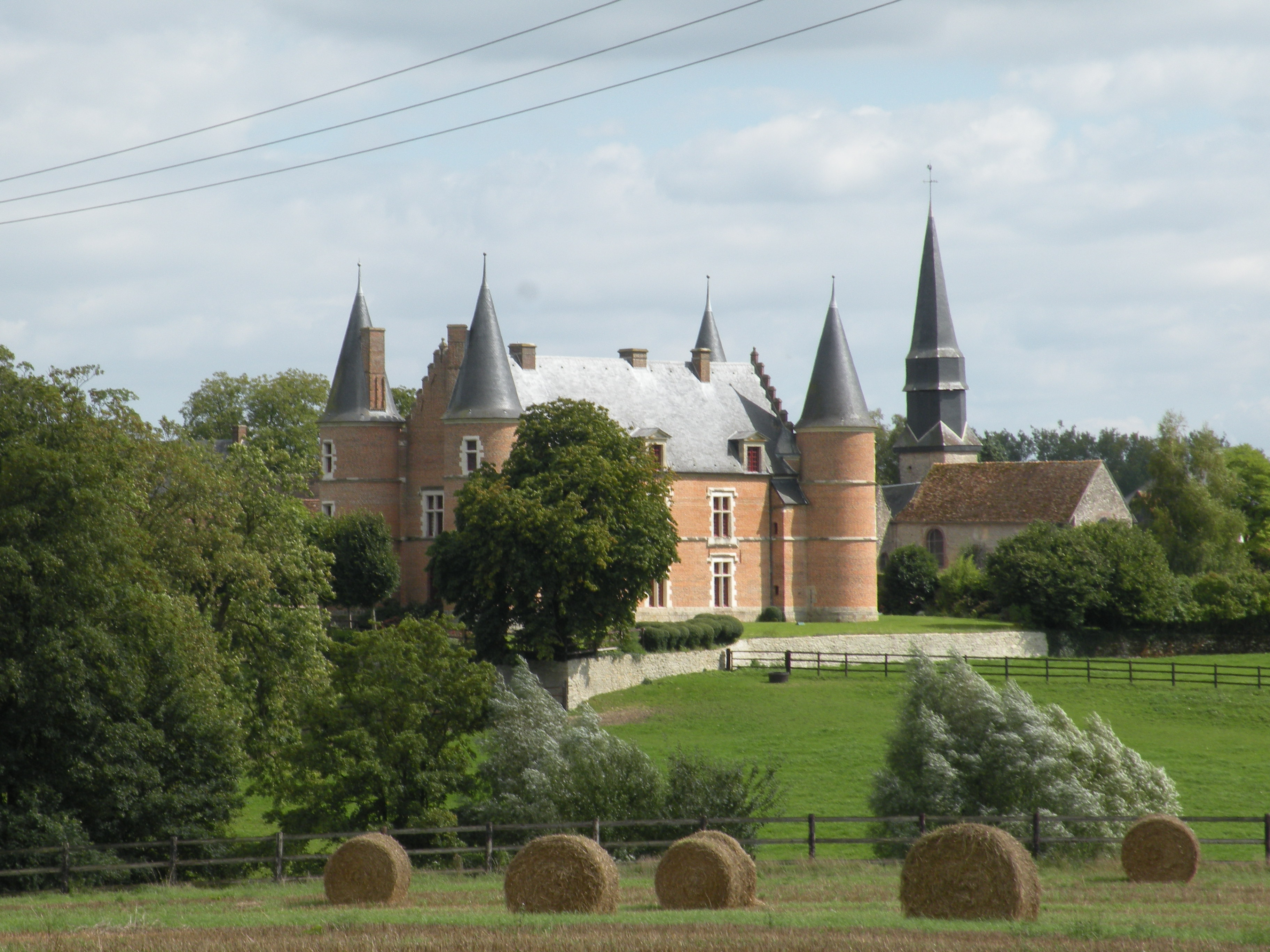
Le château.

Le village est traversé par des sentiers de promenade. : 
- le sentier de grande randonnée no 126 « Dieppe-Côte-d'Or ».
- Le circuit équestre « Oise Normandie »
- Le circuit  « Boucle des deux châteaux ».

### Personnalités liées à la commune
- Georges Paléologue de Bissipat (mort en 1496), noble d'origine byzantine et marin au service du roi de France, qui achète le château en 1480 et installe la sépulture de sa famille dans l'église paroissiale.

## Pour approfondir